# Kildare (Stadt)

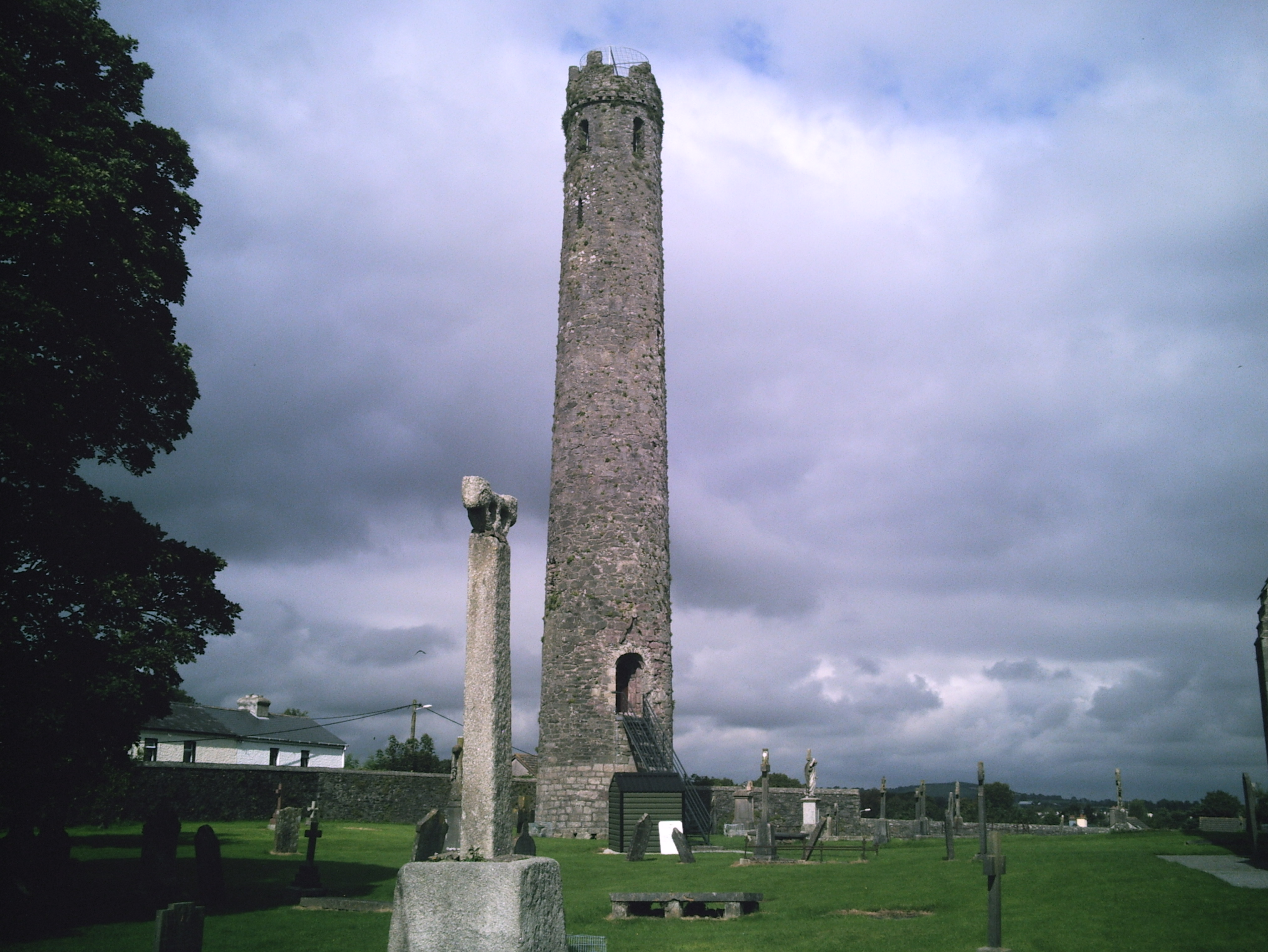
Rundturm Kildare

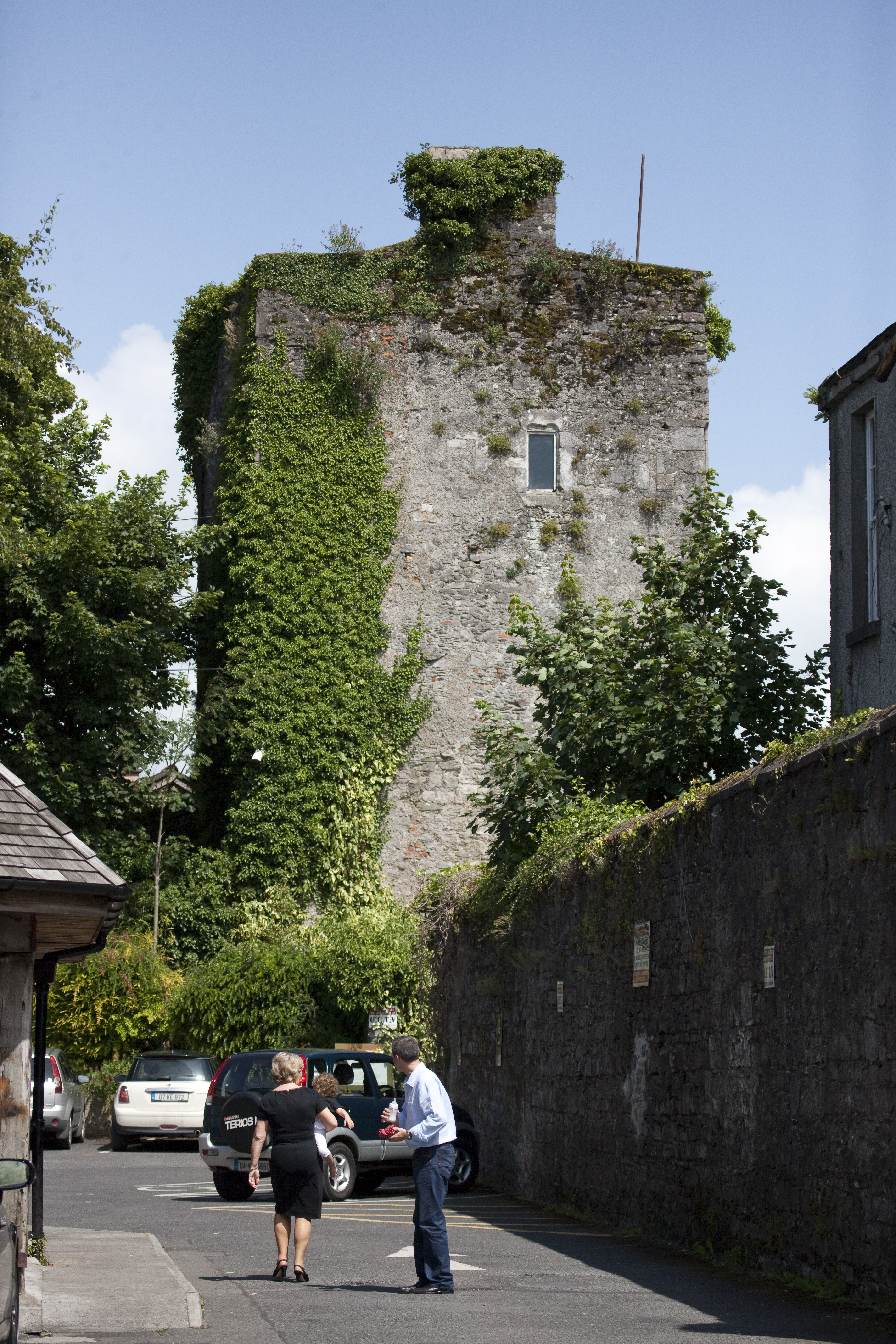
Normannischer Turm

Kildare (irisch Cill Dara, zu Deutsch Kirche der Eiche) liegt im Westen der gleichnamigen irischen Grafschaft, ist aber nicht deren Verwaltungssitz. Kildare hat 10.302 Einwohner (Stand 2022).

## Geschichte

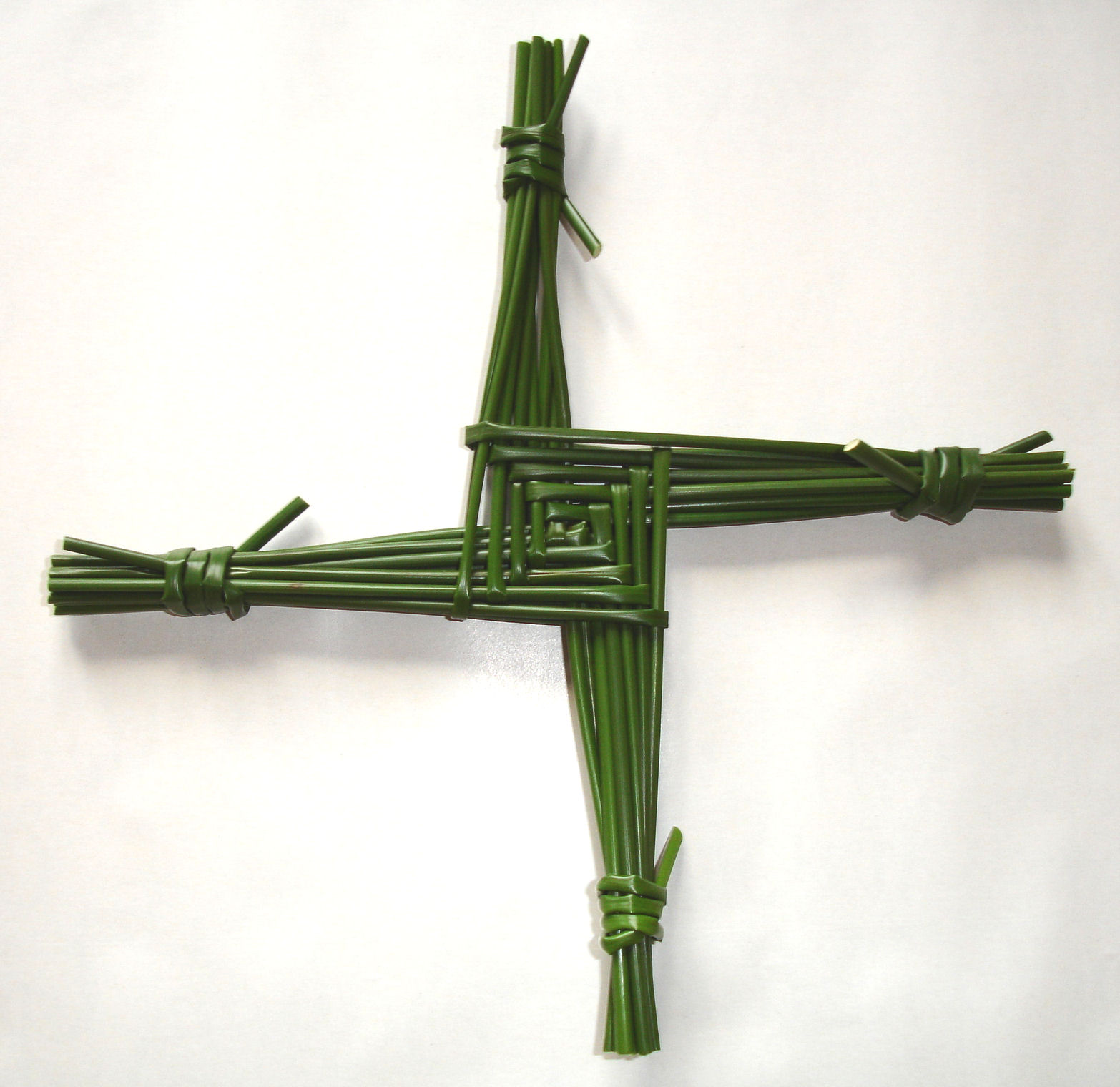
Saint Brigid’s Kreuz

Die Stadt entstand Ende des 5. Jahrhunderts aus einem von der heiligen Brigida von Kildare – der Überlieferung zufolge im Jahr 470 – gegründeten Doppelkloster. Das Kloster Kildare wurde zum Mutterkloster zahlreicher Klöster in der Provinz Leinster.

## Etymologie und Mythologie
In der keltischen Mythologie Irlands gilt Brigid als der Name einer Göttin. In ihrem Heiligtum in Kildare wurde – so wohl die Überlieferung – ihr heiliges Feuer gehütet. Ihr Name geht auf Brigantia, die Stammesgottheit der keltischen Briganten, zurück. In der irischen Sage Cath Maige Tuired war Brigid die Tochter des Dagda und Gattin des Bress sowie die Mutter des Ruadan. Sie wurde in dreifacher Gestalt verehrt.

## Verkehr
In Kildare zweigt eine Eisenbahnstrecke Richtung Süden nach Kilkenny und Waterford ab, eine andere Richtung Westen nach Cork, Limerick und Galway sowie Richtung Osten in die irische Hauptstadt Dublin.

## Sehenswürdigkeiten
- Kathedrale (Cathedral Church of St. Brigid), die der hl. Brigitta von Kildare (um 451–523) geweiht ist
- Mittelalterlicher Rundturm von Kildare, 31 m hoch[6]
- Normannischer Vierecksturm von Kildare Castle
- Irisches Nationalgestüt mit japanischem Garten
- St Brigid’s Holy Well[7]

## Städtepartnerschaft
Partnergemeinde von Kildare ist Corps-Nuds in der Bretagne (Frankreich).

## Persönlichkeiten
- Brigida von Kildare (um 451–523), römisch-katholische Heilige
- Hastings Yelverton (1808–1878), Admiral
- Charles Handy (1932–2024), Wirtschafts- und Sozialphilosoph
- Michèle Burke (* 1959), US-amerikanische Maskenbildnerin
- Aisling Bea (* 1984), Schauspielerin und Komikerin
- Claire Brady (* 1987), Sprinterin
- Devon Murray (* 1988), Schauspieler
- JB Murphy (* 1999), Radrennfahrer
- CamrinWatsin (* 2003), House-DJ und Musikproduzent